# Infanterie motorizată

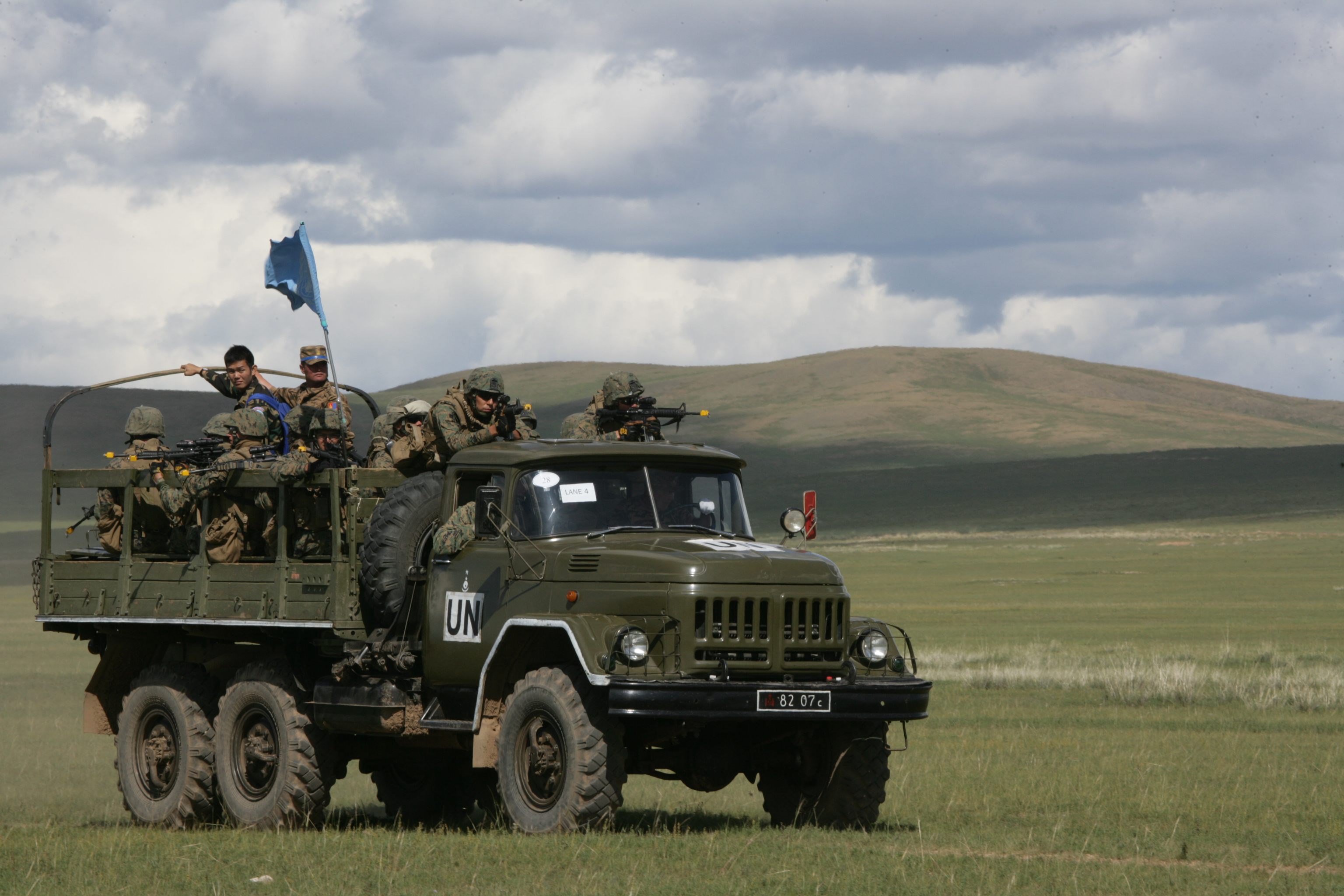
Infanterie motorizată în timpul unui exercițiu militar din Mongolia (2009)

Infanteria motorizată este infanteria transportată de camioane sau alte vehicule motorizate. Spre deosebire de infanteria motorizată, infanteria mecanizată folosește vehicule blindate pentru transport, precum transportoarele blindate sau mașinile de luptă ale infanteriei.
Echiparea unităților de infanterie cu vehicule motorizate este prima etapă a procesului de mecanizare a unei armate. Camioanele obișnuite pot fi transformate ușor pentru întrebuințări militare: ele pot tracta artileria sau pot transporta trupe, muniție, armament și provizii. Acest lucru asigură o mobilitate strategică a unităților de infanterie care altfel ar trebui să se bazeze pe tradiționalele marșuri sau transportul feroviar.  
Infanteria motorizată nu are nici un avantaj tactic direct în luptă, fiindcă vehiculele utilizate pentru transport sunt vulnerabile chiar și la gloanțele de calibru mic. Totuși, folosirea vehiculelor motorizate mărește flexibilitatea infanteriei și menține ritmul impus de formațiunile blindate. Principalul dezavantaj al unităților motorizate este consumul și dependența de combustibili.
Deși au existat trupe care au folosit vehicule motorizate pentru transport încă de dinaintea Primului Război Mondial, motorizarea completă a armatelor a început în perioada interbelică. Avantajele diviziilor motorizate au devenit evidente odată cu succesul Blitzkriegului german. Deși trupele motorizate nu erau mai eficiente în luptă decât cele pedestre, avantajul vitezei a fost decisiv. Infanteria putea să țină pasul cu tancurile germane, să protejeze flancurile diviziilor blindate și să apere mai eficient teritoriul cucerit de acestea.